# بزرگراه ۱۲ (عراق)
بزرگراه ۱۲ یک بزرگراه در عراق می‌باشد که از رمادی، هیت، حدیثه، کربیله تا مرز سوریه (ابوکمال) گسترده شده‌است.